# Helen Epstein
Helen Epstein (Praag, 27 november 1947) is een Amerikaans schrijver.

## Leven en werk
Epstein werd in Praag geboren als kind van Tsjecho-Slowaakse overlevenden van de Holocaust, die na de communistische machtsovername van 1948 naar de Verenigde Staten emigreerden. Haar vader was de Olympisch waterpolospeler Kurt Epstein. Ze groeide op in New York en bezocht daar de Hunter College High School. Daarna studeerde ze musicologie aan de Hebreeuwse Universiteit van Jeruzalem.
In de zomer van 1968 reisde ze naar Praag en kwam daar terecht in de Sovjet-inval in Tsjecho-Slowakije. Haar ooggetuigenverslag van de invasie werd gepubliceerd in The Jerusalem Post, weer ze later twee jaar werkte als universiteitscorrespondent. Haar vroege werk daar bepaalde haar carrière in de non-fictie.
In 1971 studeerde ze af aan de Columbia University Graduate School of Journalism. Na haar studie werkte Epstein als freelancer voor verschillende tijdschriften, zoals The National Jewish Monthly en de zondageditie van The New York Times. Ze specialiseerde zich in reportages over klassieke musici. Voor haar publicaties over de kunsthistoricus Meyer Schapiro en bekende musici zoals Vladimir Horowitz, Leonard Bernstein en Yo-Yo Ma kreeg zij vele onderscheidingen. Verschillende van deze publicaties zijn verzameld in haar boek Music Talks.
Epstein maakte dat de term tweedegeneratieslachtoffer algemeen aanvaard werd. In 1979 gaf ze haar meest bekende boek uit, Children of the Holocaust. Dit is een veel vertaald klassiek werk geworden over de overdracht van trauma's tussen generaties (transgenerationeel trauma), dat zowel gebruikt wordt in psychologiecolleges als in studies van de Holocaust. Haar vervolg op dit boek is de biografie Where She Came From.
In 1974 werd ze universitair docent. Ze was de eerste gezaghebbende vrouwelijke professor op de afdeling journalistiek van de New York-universiteit.
Epstein woont met haar man en hun twee zonen in de omgeving van Boston.